# Língua aungi
A língua aungi (awngi), também chamada em publicações antigas de auia (Awiya; um etnônimo inapropriado), é uma cuxítica falada pelos auis que vive em Gojjam no noroeste da Etiópia. A língua é ainda classificada como Afro-Asiática, cuxítica sul-central ou sul agau na literatura.
A maioria dos quase 500 mil falantes vive na Zona Agau da região etíope de Amara, mas há também comunidades falantes em áreas da zona de Metequel da região Benishangul-Gumaz. O estatuto do Cunfal, outra língua Sul-Agau falada a oeste do Lago Tana, não está ainda definido de forma clara. É uma língua muito aproximada ao aungi e poderia ser um dialeto dessa língua.. Na edição 2009 do Ethnologue, o Cunfal teve sua classificação alterada para dialeto do aungi

## Fonologia

### Vogais
|         | Frontal | Central | Posterior |
| ------- | ------- | ------- | --------- |
| Fechada | i       | ɨ       | u         |
| Aberta  | e       | a       | o         |

A vogal central /ɨ/ é a vogal mais presente na língua (é epentática e sua ocorrência é sempre a mais previsível. De modo similar, /æ/, normalmente um alofone de /a/, é “fossilizada” em algumas palavras e pode se apresentar como um fonema separado.

### Consoantes
|                       |                       | Labial | Alveolar | Palato-Velar | Uvular |
| --------------------- | --------------------- | ------ | -------- | ------------ | ------ |
| Plosiva               | Surda plena           | p      | t        | k            | q      |
| Plosiva               | Surda Labializada     |        |          | kʷ           | qʷ     |
| Plosiva               | Sonora plena          | b      | d        | ɡ            | ɢ      |
| Plosiva               | Sonora labializada    |        |          | ɡʷ           | ɢʷ     |
| Africada              | Surda                 |        | t͡s       | t͡ʃ           |        |
| Africada              | Sonora                |        | d͡z       | d͡ʒ           |        |
| Fricativa             | Fricativa             | f      | s        | ʃ            |        |
| Fricativa “Post-stop” | Fricativa “Post-stop” |        | s͡t       | ʃ͡t           |        |
| Nasal                 | Plain                 | m      | n        | ŋ            |        |
| Nasal                 | Labializada           |        |          | ŋʷ           |        |
| Flepe                 | Flepe                 |        | r        |              |        |
| Aproximante           | Aproximante           | w      | l        | j            |        |

### Tons
Palmer e Hetzron identificaram três tons distintos no falar aungi: Alto, Médio, Baixo. O tom baixo, porém, somente aparece em vogal do final da palavra, sempre no a. Um tom decrescente (alto p/ médio) aparece sempre na sílaba final de palavras. Joswig reanalisou o sistema tonal aungi e considerou a existência de tão somente dois tons, sendo que o tom baixo seria uma variante fonética do médio.

### Sílabas
As sílabas aungis na maior parte dos casos seguem o padrão CVC (Consoante-Vogal-Consoante), o que significa que apenas uma consoante (se houver) influi na rima. A exceções a isso na transição entre palavras, onde consoantes extramétricas podem aparecer.

### Processos fonéticos

#### Geminação
Em posições outras que não no início de palavras, o aungi contrasta consoantes geminadas e não-geminadas. Esse contraste não se apresentas com as seguintes consoantes: /ɢ, ɢʷ, t͡s, t͡ʃ, j, w, ʒ/.

#### Harmonia vogal
Sempre que um sufixo contiver uma vogal mais (fechada), um i é adicionado à raiz e um processo de produtiva harmonia vogal é iniciado. [[Robert Hetzron] chamou esse processo de assimilação regressiva de vogal alta. A harmonia vogal ocorre somente se a vogal oculta da última sílaba for e. Essa vogal e todas demais instâncias de e eo irão assumir uma característica distintiva mais alta, até que uma vogal diferente vier a ocorrer. Nesses caso, a harmonia vogal é bloqueada. Hetzron apresentou o seguinte exemplo: /moleqés-á/ ‘freira’ vs. /muliqís-í/ ‘monge’

## Ortografia
Aungi é escrita com uma ortografia com base na Etíope. written with an orthography based on the Ethiopian Script. Fideles do abugida Ge’ez são usados pelo aungi são para o som ŋ, q, ts, ɢ. Vários aspectos da ortografia aungi ainda não foram bem compreendidos. Língua é usada com meio de instrução para a 1ª até 6ª séries do primeiro grau na zona de Agew Awi.

## Morfologia

### Sintaxe
O verbo principal de um sentença fica sempre ao final. A ordem básica das palavras é Sujeito, Objeto, Verbo. A subordinação e coordenação das frases feita somente por meio de afixos.

### Substativos
Os substantivos recebem marcações número gramatical + [gênero gramatical]] (masculino, feminino ou, plural) e por caso gramatical. Tanto o número como o gênero são marcado por sufixos à raiz do substantivo. No caso nominativo não há marcação]] para uma classe de substantivos, ou há marcações para os masculinos (final –i) e femininos (final –a). Outros casos (dativo, acusativo, direcional, ablativo, comitativo, comparativo, invocativo e translativo. Hetzron também mencionou um caso adverbial no aungi, mas uma interpretação derivacional se mostrou mais verossímil.

### Verbos
A morfologia verbal tem um forte sistema de declinação (gramática). Os quatro tempos verbais são o Imperfeito (passado), Imperfeito (não passado), Passado perfeito, Perfeito não-passado. Há outras várias formas cordenadas e subordinadas que são sempre marcadas por sufixos nas raízes verbais. São sete as pessoas gramaticais: 1ªsg, 2ªsg, 3ªmasc, 3ªfem, 1ªpl, 2ªpl, 3ªpl.
Hetzron demonstrou que a morfologia verbal aungi pode ser definida de forma mais simples quando se assume que para cada verbo há quatro raízes distintas:
- Para 3ªmasc, 2ªpl, 3ªpl.
- somente1ªsg only
- 2ªsg, 3ªfem
- somente 1ªpl

Essas quarto raises devem ser percebidas em todos os verbos do léxico aungi e serve de base para todos demais aspectos da morfologia verbal. As raízes ficam as mesmas para todos paradigmas verbais e é possível prever a forma superficial de cada membro do paradigma dessas raízes e com os sufixos de tempos simples.

## Literatura
Em língua inglesa
- Appleyard, David L. (1996) "'Kaïliña' - A 'New' Agaw Dialect and Its Implications for Agaw Dialectology", in: African Languages and Cultures. Supplement, No. 3, Voice and Power: The Culture of Language in North-East Africa. Essays in Honour of B. W. Andrzejewski, pp. 1–19.
- Appleyard, David L. (2006) A Comparative Dictionary of the Agaw Languages (Kuschitische Sprachstudien — Cushitic Language Studies Band 24). Köln: Rüdiger Köppe Verlag.
- Hetzron, Robert. (1969) The Verbal System of Southern Agaw. Berkeley & Los Angeles: University of California Press.
- Hetzron, Robert (1976) "The Agaw Languages", in: Afroasiatic Linguistics 3/3.
- Hetzron, Robert (1978) "The Nominal System of Awngi (Southern Agaw)", in: Bulletin of the School of Oriental and African Studies 41, pt. 1. pp. 121–141. SOAS. London.
- Hetzron, Robert (1997) "Awngi [Agaw] Phonology", in: Phonologies of Asia and Africa, Volume 1. Ed. Alan S. Kaye. Winona Lake: Eisenbrauns. pp. 477–491.
- Joswig, Andreas (2006) "The Status of the High Central Vowel in Awngi", in: Uhlig, Siegbert (ed.), Proceedings of the XVth International Conference of Ethiopian Studies, Hamburg July 2003 (Harrassowitz: Wiesbaden), p. 286-793.
- Joswig, Andreas (2009). «Rethinking Awngi Tone» (PDF). In:  Svein Ege, Harald Aspen, Birhanu Teferra, Shiferaw Bekele (eds.). Proceedings of the 16th International Conference of Ethiopian Studies. 4. Trondheim: NTNU. pp. 1417–1425
- Joswig, Andreas (2010). The Phonology of Awngi (PDF). Col: SIL Electronic Working Papers. [S.l.]: SIL International
- Tubiana, J. (1957) "Note sur la distribution géographique des dialectes agaw", in: Cahiers de l'Afrique et de l'Asie 5, pp. 297–306.

## Externas
- Palmer, Frank R. (1959) "The Verb Classes of Agaw (Awiya)" Mitteilungen des Instituts für Orientforschung 7,2. p. 270-97. Berlin.
- Awngi em Ethnologue
- Escrita Awngi – Omniglot.com
- “World Atlas of Language Structures” information: http://wals.info/languoid/lect/wals_code_awn Awngi